# Luisa Neubauer

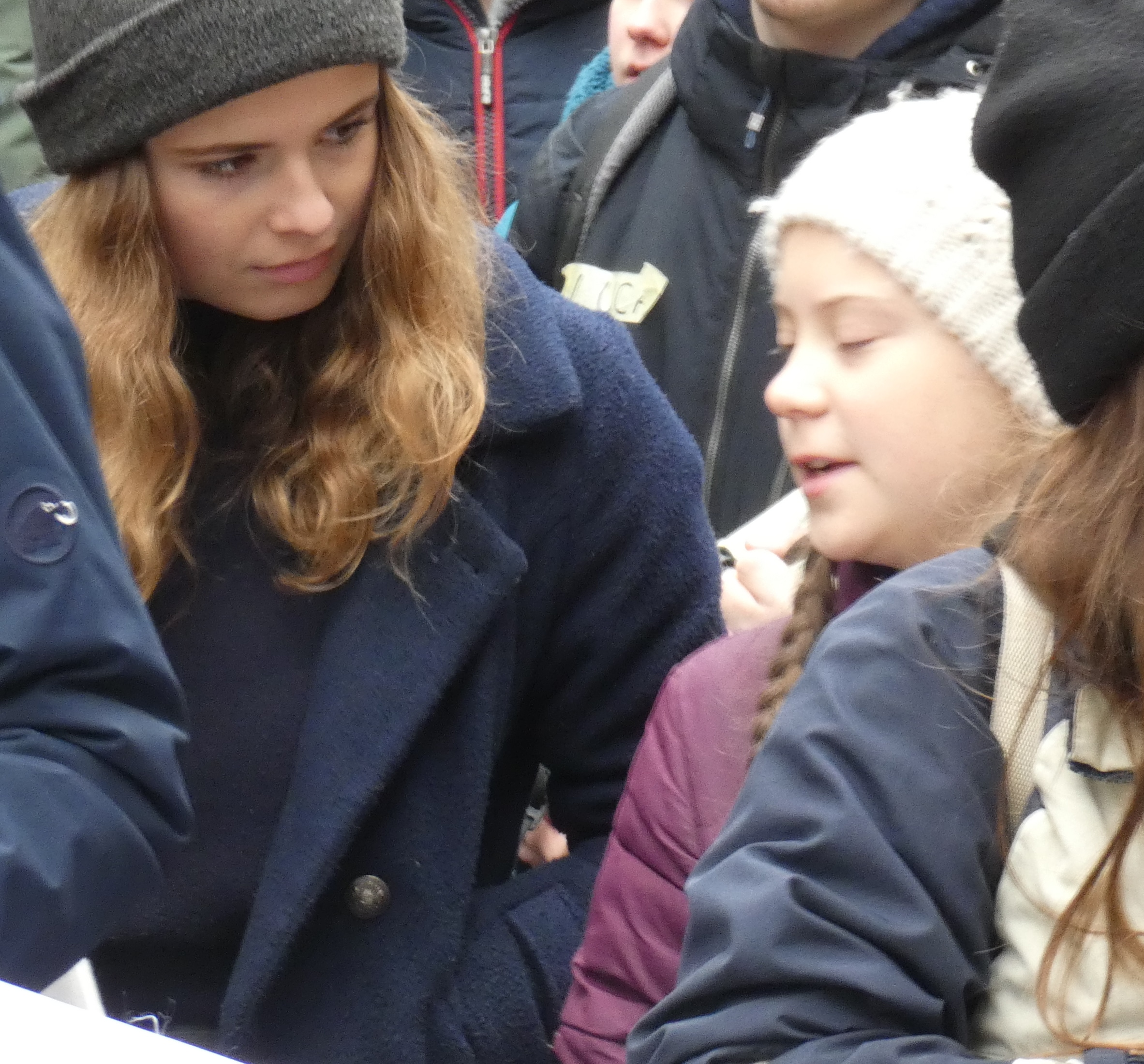
Luisa-Marie Neubauer (à esquerda) com Greta Thunberg (à direita) em março de 2019, durante um protesto climático em Hamburgo.

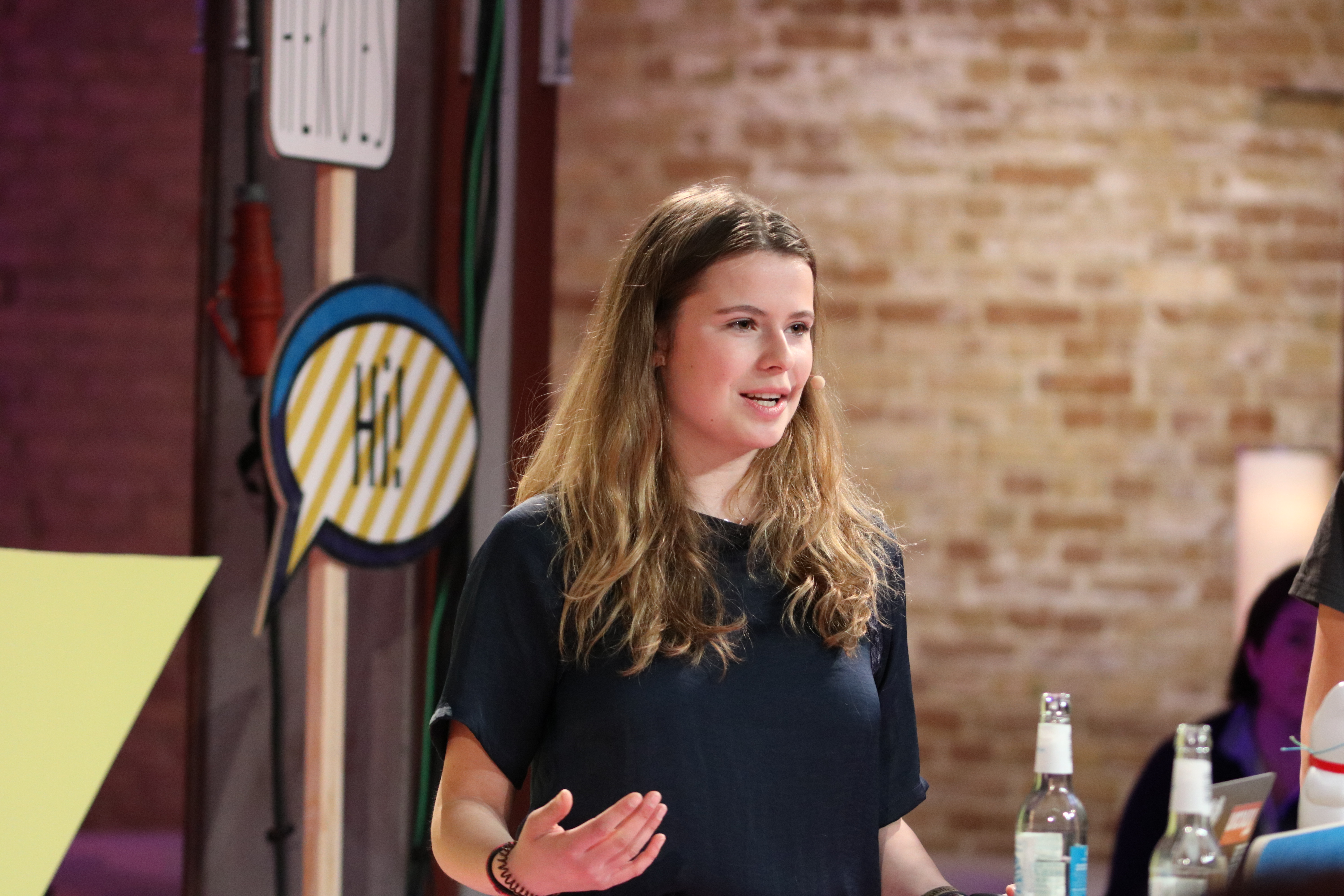
Luisa Neubauer na TINCON re:publica em Kreuzberg em 7 de maio de 2019

Luisa-Marie Neubauer (Hamburgo, 21 de abril de 1996) é uma ativista climática e estudante alemã. Ela é uma das principais organizadoras da greve escolar pelo clima na Alemanha. Ela defende uma política climática que cumpra e supere o Acordo de Paris e que apoie o decrescimento. Neubauer é membra da Aliança 90/Os Verdes e da Juventude Verde.

## Vida
Neubauer nasceu em Hamburgo, na Alemanha. Sua mãe pertence à família Reemtsma. A família Reemtsma é uma das famílias mais ricas da Alemanha. As três partes da família possuem ativos de 1,45 bilhões de euros. Dois de seus três irmãos mais velhos vivem em Londres. Sua prima Carla Reemtsma também é ativista climática. 
Neubauer cresceu no distrito de Iserbrook e completou o ensino médio no Marion-Dönhoff-Gymnasium em Blankenese. Ela estuda Geografia na Universidade de Göttingen desde 2015. Ela recebeu uma bolsa do estado da Renânia do Norte-Vestfália e uma bolsa doAlliance 90/The Greens, afiliada à Fundação Heinrich Böll.

### Ativismo precoce
Neubauer é embaixadora jovem da Organização Não Governamental ONE desde 2015. Ela também foi membro da Fundação para os Direitos das Gerações Futuras, do 350.org, da fundação Right Livelihood Award, da campanha Fossil Free e do The Hunger Project.
Juntamente com outros alunos, ela conseguiu com a campanha "Divest! Withdraw your money" que a Universidade de Göttingen não mais investirá em indústrias que ganham dinheiro com carvão, petróleo ou gás.

### Fridays for Future
No início de 2019, Neubauer tornou-se uma das principais ativistas do Fridays for Future. Muitos meios de comunicação se referem a ela como a "face alemã do movimento". Neubauer rejeita comparações entre si e outros organizadores da greve com Greta Thunberg, dizendo: "Estamos construindo um movimento de massas e alcançando muito longe nossos métodos de mobilização e atenção. O que Greta faz é incrivelmente inspirador, mas na verdade relativamente longe disso."
Neubauer não vê as greves como um meio de afetar diretamente a política. Mais importante é o trabalho por trás das greves: "O que estamos fazendo é incrivelmente sustentável. Estamos criando estruturas e transformando os eventos em experiências educacionais. E estamos liderando debates sobre os princípios de proteção climática."
Em 10 de janeiro de 2020, foi anunciado que Neubauer havia recusado uma oferta da Siemens para fazer parte de seu conselho de energia. Em um comunicado, Neubauer disse que "se eu aceitasse, seria obrigado a representar os interesses da empresa e nunca poderia ser uma crítica independente da Siemens", explicou ela. "Isso não é compatível com o meu papel como [uma] ativista climática". Essa incompetência se deve em parte à decisão da Siemens de ajudar a operar uma grande mina na Austrália. Do ponto de vista dela, esse ato mostra um pensamento enraizado no século passado, e o chefe da Siemens (Joe Kaeser) está cometendo um erro imperdoável".

## Controvérsias
Neubauer recebeu cobertura negativa da imprensa por seus voos anteriores para países remotos, como Namíbia, Estados Unidos, Reino Unido, Hong Kong, Canadá e Marrocos. Como resposta, ela afirmou que qualquer crítica ao seu consumo pessoal distrai de questões estruturais e políticas maiores.
Enquanto se posicionava contra a comparação entre as mudanças climáticas e o Holocausto, ela escreveu em seu último livro que as mudanças climáticas são o maior desastre da história da humanidade.
Ela rejeita ideias para lidar com as consequências climáticas pela geoengenharia e não acredita que carros elétricos possam realmente ajudar a resolver o problema geral da luxúria humana por um crescimento econômico sem fim.
Ela responsabiliza a classe política de hoje, especialmente os brancos do hemisfério norte, por ser dolorosamente lenta ao implementar as medidas climáticas necessárias. Portanto, a atmosfera do norte é obrigada a diminuir seu padrão de vida para pagar pela mudança futura do sul global em direção a um estilo de vida ambiental.
Neubauer enfrentou reações e está sendo acusada de ter uma visão de mundo sexista depois de afirmar que homens como gênero falharam na história humana e que as mulheres fariam um trabalho muito melhor.
Além disso, alguns afirmam que ela falha em se posicionar contra o rápido aumento da população humana global.
Neubauer foi criticada por sua declaração sobre os caminhos da democracia. Ela afirmou que algumas causas como as da Fridays for Future não podem ser tratadas com rapidez e entusiasmo o suficiente por meios democráticos.
Depois de uma palestra, ela também foi criticada por seu apoio à Extinction Rebellion, uma organização ambientalista radical conhecida por seu bloqueio do metrô de Londres na hora do rush.

### Citações
1. ↑  Traufetter & Amann 2019.
2. ↑  Graham-Harrison, Emma (10 de agosto de 2019). «Greta Thunberg takes climate fight to Germany's threatened Hambach Forest». the Guardian (em inglês). Consultado em 14 de novembro de 2021. Cópia arquivada em 14 de novembro de 2021
3. ↑  «From Greta to Luisa, youths spearhead climate movement». France 24 (em inglês). 27 de maio de 2019. Consultado em 14 de novembro de 2021. Cópia arquivada em 14 de novembro de 2021
4. ↑  Online, FOCUS. «Aktivisten ziehen die Promi-Bremse: Fridays for Future pfeift Luisa Neubauer zurück» (em alemão)
5. ↑  Hamburg, Hamburger Abendblatt- (14 de outubro de 2017). «Die Rangliste der 80 reichsten Hamburger» (em alemão)
6. ↑  Siebert, Jasmin (12 de fevereiro de 2019). «Luisa Neubauer». sueddeutsche.de (em alemão). Consultado em 14 de novembro de 2021. Cópia arquivada em 14 de novembro de 2021
7. ↑  Greulich, Matthias. «„Wir sind laut, weil ihr uns die Zukunft klaut" – Luisa Neubauer aus Iserbrook ist Mitorganisatorin der Schülerdemos Friday for Future». www.elbe-wochenblatt.de (em alemão)
8. ↑  Grünewald, Sven (16 de setembro de 2016). «„Wer einmal dabei ist, bleibt dabei"». Göttinger Tageblatt (em alemão). Consultado em 14 de novembro de 2021. Cópia arquivada em 14 de novembro de 2021
9. ↑  Kaiser, Mareice (12 de fevereiro de 2019). «ZEIT ONLINE | Lesen Sie zeit.de mit Werbung oder im PUR-Abo. Sie haben die Wahl.». www.zeit.de. Consultado em 14 de novembro de 2021. Cópia arquivada em 14 de novembro de 2021
10. ↑  Schmalen, Lothar (6 de junho de 2019). «Luisa Neubauer: Das Gesicht der Klima-Bewegung». Zwischen Weser und Rhein (em alemão). Consultado em 14 de novembro de 2021. Cópia arquivada em 14 de novembro de 2021
11. ↑  Güßgen, Florian (22 de maio de 2019). «Luisa Neubauer, die Laut-Sprecherin bei "Fridays for Future"». stern.de (em alemão). Consultado em 14 de novembro de 2021. Cópia arquivada em 28 de abril de 2021
12. ↑  Böhm, Christiane (6 de junho de 2016). «„Warum geht mich das etwas an?"». Göttinger Tageblatt (em alemão). Consultado em 14 de novembro de 2021. Cópia arquivada em 14 de novembro de 2021
13. ↑  Maryam Bonakdar. «Generationenvertrag: Die Jugend begehrt auf». ndr.de
14. 1 2  «Bewerbung um einen Platz im Europawahlkampfteam der Grünen Jugend». Grüne Jugend (em alemão). Cópia arquivada em 9 de fevereiro de 2019
15. ↑  «Fokus Wasser – Schwerpunkt Afrika – Jahresbericht 2016» (PDF). Das Hunger Projekt
16. ↑  «ZEIT ONLINE | Lesen Sie zeit.de mit Werbung oder im PUR-Abo. Sie haben die Wahl.». www.zeit.de. Consultado em 14 de novembro de 2021. Cópia arquivada em 14 de novembro de 2021
17. ↑  «Schülerstreik: Organisatorin Luisa Neubauer im Interview». UNICUM ABI (em alemão). 1 de março de 2019. Consultado em 14 de novembro de 2021. Cópia arquivada em 11 de outubro de 2021
18. ↑  Mit voller Wucht. Luisa Neubauer ist das deutsche Gesicht der Klimaproteste. Wie wurde sie zur Aktivistin einer globalen Bewegung? Eine Begegnung auf Demonstrationen in Paris und Berlin. In: Die Zeit, 14. März 2019, S. 65. Onlinefassung; abgerufen am 16. März 2019.
19. 1 2  «Climate activist turns down Siemens' offer of seat on energy board». The Guardian (em inglês). ISSN 0261-3077
20. ↑  Philip Plickert. «Grüne, Klimaschützer und Vielflieger». FAZ
21. ↑  Jasmin Siebert (12 de fevereiro de 2019), «Luisa Neubauer», sueddeutsche.de, ISSN 0174-4917 (em alemão), consultado em 26 de março de 2019
22. ↑  Neubauer & Repenning 2019, p. 15.
23. ↑  Neubauer & Repenning 2019, p. 155.
24. ↑  Neubauer & Repenning 2019, p. 78.
25. ↑  Neubauer & Repenning 2019, p. 198.
26. ↑  Neubauer & Repenning 2019, p. 188.
27. ↑  Neubauer & Repenning 2019, pp. 193-194.
28. ↑  Straßner, Alexander (11 de julho de 2019). «Neubauer, Thunberg und Co.: Ein Vorbote extremistischen Denkens». DIE WELT (em alemão). Consultado em 14 de novembro de 2021
29. ↑  «Klimapolitik? Reden wir auch über das Bevölkerungswachstum!». Causa Debattenportal. Consultado em 14 de novembro de 2021
30. ↑  Gehm, Florian (4 de julho de 2019). «Luisa Neubauer von „Fridays for Future": „Bei der Klimakrise kann man nicht weit genug gehen"». DIE WELT (em alemão). Consultado em 14 de novembro de 2021
31. ↑  https://www.merkur.de/politik/greta-jugend-neubauer-fuehrt-sie-auf-gefaehrlichen-pfad-fridays-for-future-13160723.html